# St. Bartholomäus (Marktredwitz)

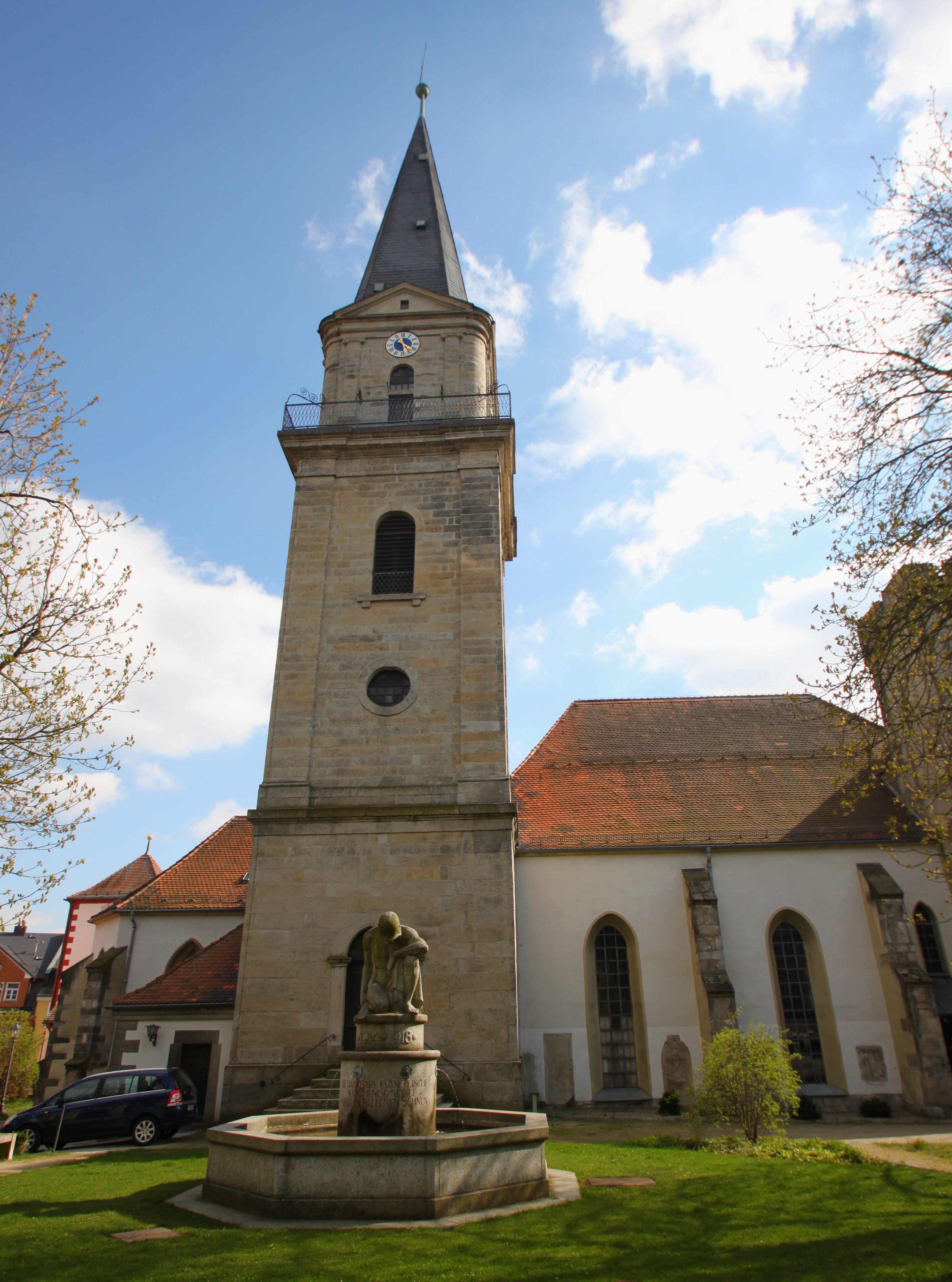
St. Bartholomäus

Die St.-Bartholomäus-Kirche ist die evangelisch-lutherische Stadtkirche von Marktredwitz im oberfränkischen Landkreis Wunsiedel. Sie besteht wohl seit mindestens 1140, mit allen Anbauten in ihrer heutigen Form seit 1922.

## Baugeschichte
Über das Aussehen des ersten Kirchenbaus ist nichts bekannt. Da um 1140 in einer Schenkungsurkunde ein Pfarrer von Redwitz erwähnt wurde, kann man davon ausgehen, dass zu dieser Zeit bereits ein Kirchenbau bestand. Der erste fassbare Kirchenbau datiert auf das Jahr 1384, als das Schloss der Herren von Redwitz in das heutige alte Rathaus und die Schlosskapelle als Kirche umgebaut wurde. Ein markanter Überrest des Baues ist der sogenannte Luginsland, der ehemalige Bergfried, der in das Gebäude eingebunden ist.
Der gotische Chor in seiner heutigen Form besteht seit etwa 1480, das Langhaus seit 1502, diese Jahreszahl ist über dem Hauptportal angebracht. Die Wölbung der Kirche erfolgte im Jahr 1522 im Frührenaissancestil.
Ein Stadtbrand im Jahre 1534 beschädigte den Kirchenbau schwer, der Turm mitsamt den Glocken wurde zerstört, worauf er nur bis zum Glockenboden wiederaufgebaut wurde. 1579 und 1607 wurden Reparaturen an der Kirche durchgeführt, 1615 wurde der Turm fertiggestellt. 1621 erfolgte eine Reparatur des Daches sowie des Pflasters der Kirche.
Ein weiterer Stadtbrand 1822 zerstörte den Kirchturm, worauf 1825 der jetzige Turm errichtet wurde. Die Glocken wurden 1824 und 1828 von dem Egerer Glockengießer Christoph di Valle gegossen.
1837 und 1883 erfolgten Renovierungen, von 1922 bis 1926, 1953 und 2010 Restaurierungen. In den Jahren 2001–2003 wurde der Kirchenraum umgestaltet.
Zur Feier des Reformationsjubiläums 2017 wurde zu den bestehenden vier Glocken eine fünfte hinzugefügt. Auf dieser ist das Friedensgebet des ehemaligen Bürgermeisters der Stadt Marktredwitz, Georg Leopold, eingraviert.

## Elemente der Kirche

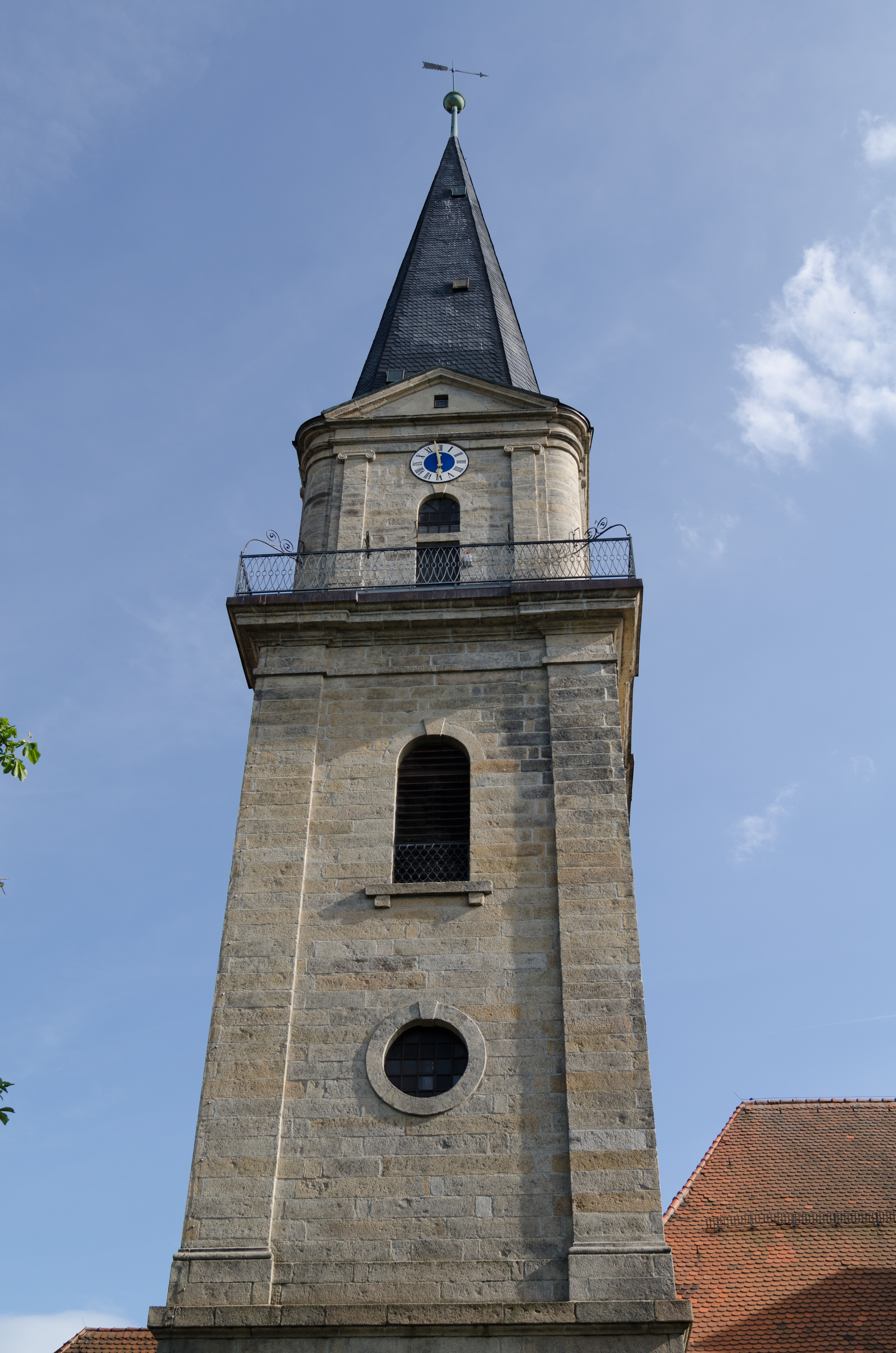
Kirchturm

### Kirchturm
Der heutige Kirchturm wurde 1825 errichtet, infolge des Stadtbrandes von 1822, der seinen Vorgänger zerstörte. Er ist im klassizistischen Stil aus grauem Sandstein gebaut und beherbergt auf Höhe der umlaufenden Galerie eine zweigeschossige Türmerstube, die noch bis 1945 durchgehend bewohnt war.
1911 erhielt der Kirchturm eine elektrische Uhr.
An der Außenwand neben der Freitreppe ist eine Höhenmarke aus der NS-Zeit angebracht. Das Hakenkreuz ist entfernt, der Adler jedoch noch gut erkennbar. Die umlaufende, kaum mehr lesbare Schrift lautet „Deutsches Reich Höhenmarke“.

### Luginsland
Dieser zweite Turm der Kirche war bis 1384 Bergfried des Schlosses der Herren von Redwitz. Er ist aus Bruchsteinmauerwerk, jedoch seit 1982/1983 verputzt.

### Sakristei
Die Sakristei, ein kleiner Bau an der Ostseite des Kirchturmes, wurde im Jahr 1922 errichtet. 1833 wurde eine „unvollendet[e] Sakristei“ erwähnt, eine Abbildung von 1879 zeigt ein Gebäude an der Westseite des Kirchturmes, das als Sakristei gedient haben könnte.

### Langhaus

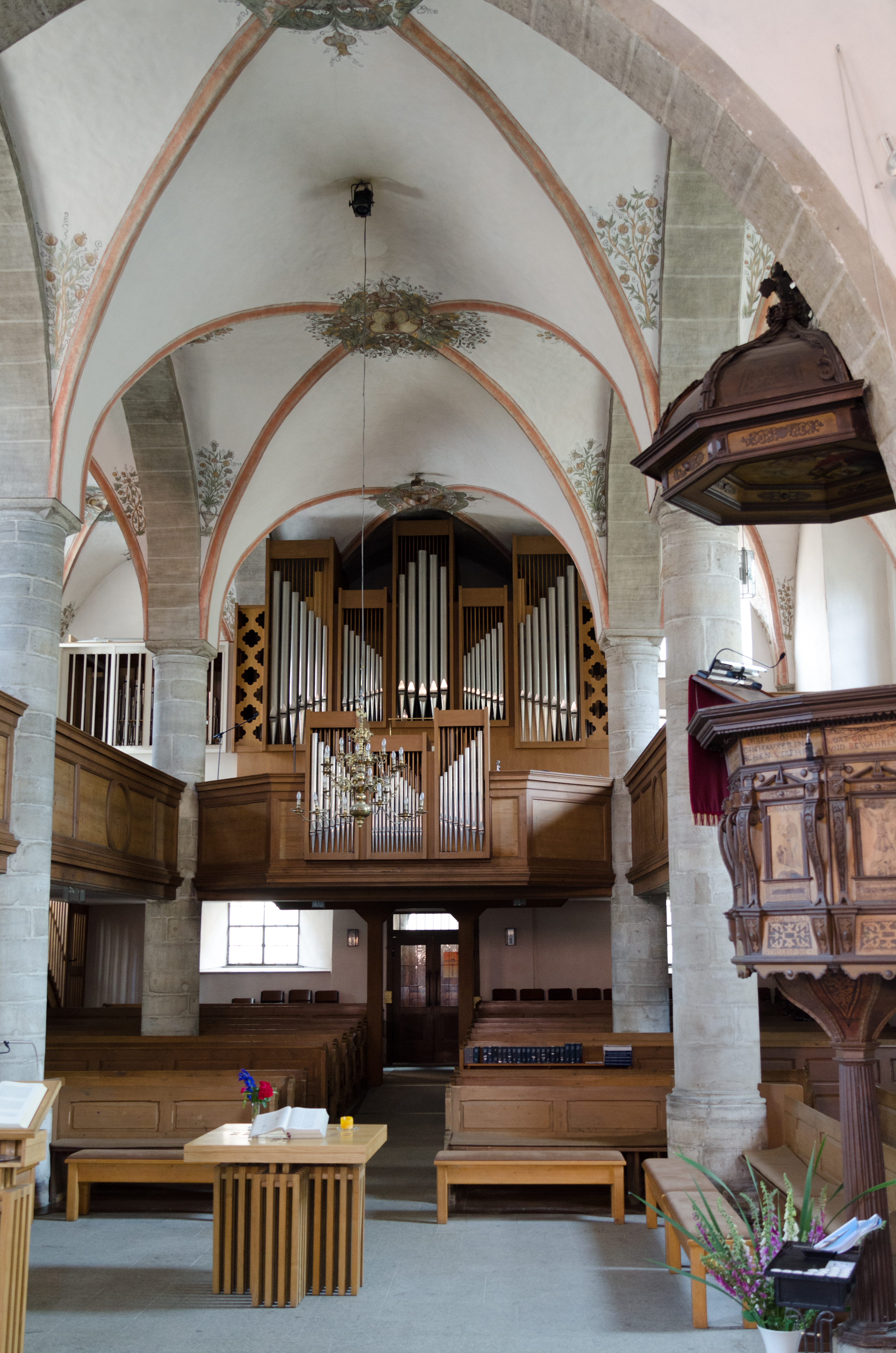
Kircheninneres mit Orgel

Das Langhaus wurde 1502 gebaut und 1522 gewölbt. Es hat eine Länge von 59 römischen Fuß, etwa 17,50 m, und eine Breite von 48 römischen Fuß, etwa 14,23 m, was zwei mögliche Schlüsse zulässt: Entweder war um 1500 noch das römische Fußmaß in der Region verbreitet, oder aber das Gebäude steht auf den Grundmauern einer älteren, wohl hochgotischen Anlage. Für letztere Annahme spricht insbesondere, dass Redwitz schon um 1140 Pfarrei war und spätestens 1384 eine Kirche besaß.

### Kanzel

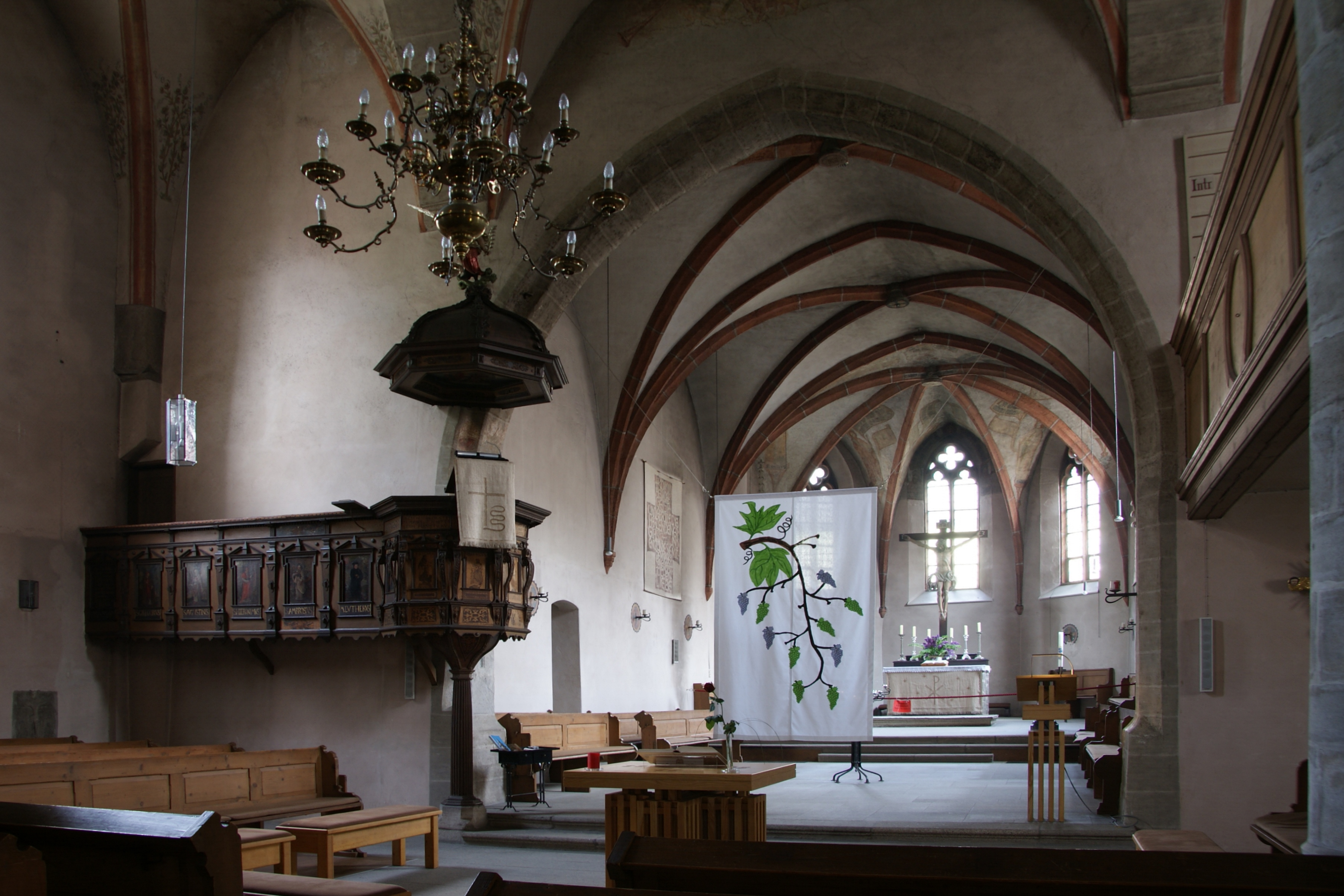
Altarraum mit Kanzel

Die Kanzel ist ein Spätrenaissancewerk von 1613. Sie wurde von Johann Scharff, Richter zu Wiesau, und seiner Frau Maria Salome Steinhauser gestiftet. 1683 wurde sie von der Redwitzer Pfarrgemeinde renoviert und der Laufgang hinzugefügt. Auf diesem sind die vier großen Kirchenväter Ambrosius, Hieronymus, Gregorius und Augustinus sowie Martin Luther dargestellt, die Abbildungen auf der Kanzel zeigen die vier Evangelisten Matthäus, Markus, Lukas und Johannes. Auf dem Schalldeckel der Kanzel steht eine etwa einen Meter hohe Figur des Heiligen Michael.

### Sakramentshäuschen
Das etwa 5,30 m hohe gotische Sakramentshäuschen geht auf das Jahr 1490 zurück, diese Jahreszahl ist in den Sockel eingemeißelt. In der Bekrönung sind der Hl. Bartholomäus sowie zwei Engel dargestellt; letztere halten Spruchbänder mit Auszügen aus Thomas von Aquins Hymnus „de corpore Christi“ in den Händen. Sie lauten „ECCE PANIS ANGE[LORUM]“ und „FACTUS CIBUS [VIATORUM]“. Man vermutet, dass ein Egerer Baumeister das Kunstwerk aus gelbem Sandstein geschaffen hat. Es ist das einzige Sakramentshäuschen dieser Art, das sich in der Region erhalten hat.

### Taufstein
Der Taufstein ist wohl um 1700 entstanden, da im Jahre 1696 eine Spende über 150 Gulden von Christoph Liebmann für einen Taufstein bei der Kirchengemeinde einging. Seitdem scheint er erhalten geblieben zu sein; 1924 erfolgte eine Renovierung.

### Decken- und Wandmalereien im Chor

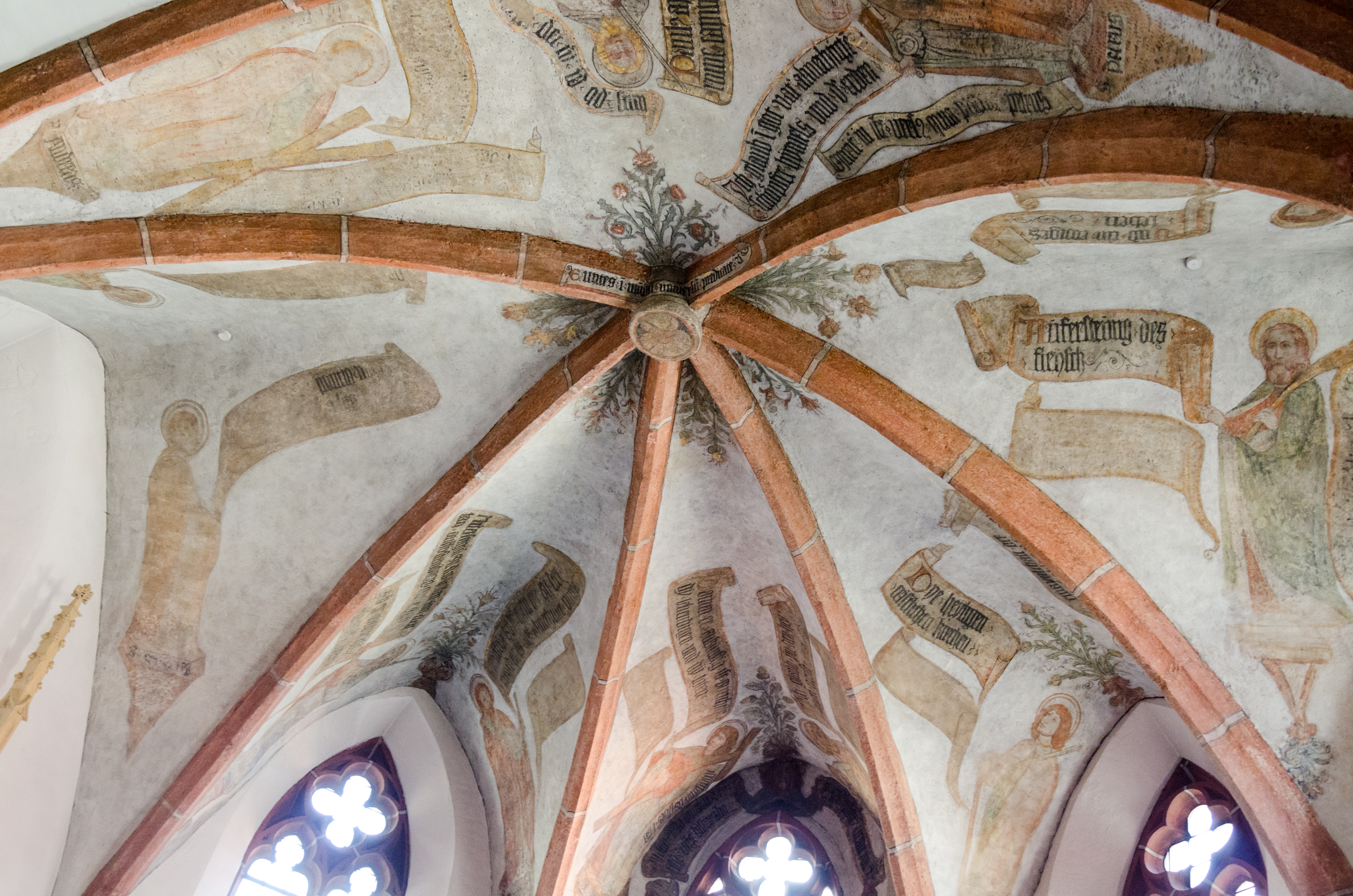
Deckenmalereien

Im Chor wurden 1953 von Franz Wiedl bei einer Kirchenrestaurierung spätgotische Gewölbemalereien wiederentdeckt und konserviert. Im Jahre 2010 wurden sie von Matthias Krämer wiederhergestellt. Sie stellen die zwölf Apostel dar, außerdem befindet sich unterhalb der Kanzel eine Abbildung der Beweinung Christi.

### Ölberg/Leopoldsche Gruft
An der südlichen Ostwand des Langhauses befand sich bis ins 17. Jahrhundert ein in eine Nische eingelassener Ölberg, der 1670 in eine Begräbnisstätte für den am 22. September verstorbenen Redwitzer Pfarrer Stephan Leopold umgewandelt wurde. Laut einer wenigstens bis 1891 angebrachten Blechtafel ist der Ort auch letzte Ruhestätte für Johann Georg Leopold, Inspector zu Redwitz. Der ehemalige Ölberg ist nur noch an spätgotischem Flechtwerk unterhalb des Gitters zu erkennen, das den Zaun des Gartens Gethsemane darstellt.